# Governo Cavour I
Il Governo Cavour I è stato il decimo esecutivo del Regno di Sardegna, ed il primo tra quelli guidati da Camillo Benso, conte di Cavour. 
Esso, nato in seguito alle dimissioni del governo precedente, è rimasto in carica dal 4 novembre 1852 al 4 maggio 1855 (sebbene già dimissionario dal precedente 27 aprile), per un totale di 911 giorni, ossia 2 anni e 6 mesi.

## Compagine di governo

### Appartenenza politica
| Partito | Partito                 | Presidente | Ministri | Totale |
| ------- | ----------------------- | ---------- | -------- | ------ |
|         | Destra storica          | 1          | 2        | 3      |
|         | Indipendente (politica) | -          | 4        | 4      |
|         | Militare                | -          | 1        | 1      |

## Composizione
| Carica                                    | Titolare                                                     | Titolare                                                              | Titolare                                                                                         |
| Presidenza del Consiglio dei ministri     | Presidenza del Consiglio dei ministri                        | Presidenza del Consiglio dei ministri                                 | Presidenza del Consiglio dei ministri                                                            |
| ----------------------------------------- | ------------------------------------------------------------ | --------------------------------------------------------------------- | ------------------------------------------------------------------------------------------------ |
| Presidente del Consiglio dei ministri     |                                                              |                                                                       | Camillo Benso, conte di Cavour (Destra storica)                                                  |
| Ministero                                 | Ministri                                                     | Ministri                                                              | Ministri                                                                                         |
| Affari Esteri                             |                                                              |                                                                       | Giuseppe Dabormida (Destra storica) (fino al 10 gennaio 1855)                                    |
| Affari Esteri                             |                                                              | Camillo Benso, conte di Cavour (Destra storica) (dal 10 gennaio 1855) |                                                                                                  |
| Lavori Pubblici                           |                                                              |                                                                       | Pietro Paleocapa (Indipendente)                                                                  |
| Interno                                   |                                                              |                                                                       | Gustavo Ponza di San Martino (Indipendente) (fino al 6 marzo 1854)                               |
| Interno                                   | Urbano Rattazzi (Indipendente) Ad interim (dal 6 marzo 1854) |                                                                       |                                                                                                  |
| Pubblica Istruzione                       |                                                              |                                                                       | Luigi Cibrario (Indipendente)                                                                    |
| Guerra                                    |                                                              |                                                                       | Alfonso La Marmora (Militare) (fino al 2 aprile 1855)                                            |
| Guerra                                    |                                                              | Giacomo Durando (Militare) (dal 2 aprile 1855)                        |                                                                                                  |
| Finanze                                   |                                                              |                                                                       | Camillo Benso, conte di Cavour (Destra storica) (dal 10 gennaio 1855 ad interim; prec. titolare) |
| Grazia e Giustizia e Affari Ecclesiastici |                                                              |                                                                       | Carlo Bon Compagni di Mombello (Indipendente) (fino al 27 ottobre 1853)                          |
| Grazia e Giustizia e Affari Ecclesiastici |                                                              | Urbano Rattazzi (Indipendente) (dal 27 ottobre 1853)                  |                                                                                                  |

## Cronologia

### 1852
- 4 novembre - Il governo giura dinnanzi al Re.
- febbraio - In cambio di concessioni reciproche, viene raggiunto tra Sinistra e Destra storica il Connubio Rattazzi-Cavour, con cui svariati parlamentari di entrambi gli schieramenti si impegnano a sostenere i governi del Conte secondo uno specifico indirizzo politico. È il primo accordo di coalizione (seppur informale e nebulosa) o quantomeno di appoggio esterno/astensione dall’inizio del limitato parlamentarismo nel Regno.

### 1853
- 20 novembre - È sciolta la Camera dei Deputati e convocati gli elettori per l’8 e l’11 dicembre; e il nuovo Parlamento per il 19 dicembre.
- 8-11 dicembre - Si svolgono le elezioni politiche: La Destra storica e la Sinistra storica ottengono entrambe un buon piazzamento.

### 1854
- 14 aprile - Al fine di portare attenzione alla causa italiana, il governo delibera l’intervento nella Guerra di Crimea, scoppiata poco più di 7 mesi prima, al fianco della coalizione anti-russa. Viene formato il Corpo di Spedizione Sardo in Crimea guidato da Alfonso La Marmora.
- 26 novembre - Per far fronte alla crescente pressione d’opposizione dei gruppi clericali e cattolici contro l’incapacità del governo di risolvere la crisi finanziaria in quel momento in atto (causata anche in parte dall’indebitamento per l’industrializzazione voluto da Cavour), l’esecutivo, seguendo le idee anticlericali del capo del governo ed alcuni indirizzi liberali e vicini alla Sinistra storica concordati con il Connubio, presenta la c.d. Legge sui conventi, causando così la Crisi Calabiana.

### 1855
- 2 marzo - La Legge sui Conventi è approvata alla Camera dei Deputati con 117 favorevoli e 36 contrari. Il Senato Subalpino, tuttavia, così come il Re Vittorio Emanuele II di Savoia, complice anche la minaccia di scomunica di Papa Pio IX, si mostrarono molto reticenti in materia, rallentando così l’iter legis.
- 25 aprile - Percependo la crisi, non volendo il governo desistere, il Re incarica Giacomo Durando di iniziare a sondare una nuova maggioranza.
- 26 aprile - Giunta notizia al governo delle azioni eversive del Re e delle intenzioni conciliatorie del Senato, Cavour rassegna le dimissioni. Durando, tuttavia, non riesce nel proprio intento, portando così il Re a re-incaricare Cavour.
- 4 maggio - Con il giuramento del nuovo esecutivo termina ufficialmente l’esperienza di governo.